# برجهاب
برجهاب قرية سورية تتبع ناحية مركز أريحا في منطقة أريحا في محافظة إدلب. بلغ عدد سكانها 619 نسمة في عام 2004 حسب إحصاء المكتب المركزي للإحصاء.